# Michaił Szczennikow
Michaił Anatoljewicz Szczennikow (ros. Михаил Анатольевич Щенников; ur. 24 grudnia 1967 w Swierdłowsku) – rosyjski lekkoatleta specjalizujący się w chodzie sportowym (przeważnie na dystansie 20 km). Trzykrotny uczestnik igrzysk olimpijskich (1988, 1992, 1996), w tym wicemistrz olimpijski z 1996 roku. Dwukrotny srebrny medalista mistrzostw świata, złoty medalista mistrzostw Europy, wielokrotny halowy mistrz świata i Europy, złoty medalista juniorskich mistrzostw świata i Europy. Rekordzista świata w konkurencji chodu na 5000 m.
W czasie swojej kariery reprezentował również Związek Socjalistycznych Republik Radzieckich oraz Wspólnotę Niepodległych Państw.

## Przebieg kariery
W 1985 roku sięgnął po złoty medal mistrzostw Europy juniorów, rok później zaś wywalczył tytuł mistrza globu juniorów, oba tytuły mistrzowskie otrzymał w konkurencji chodu na 10 000 m. Jako senior w prestiżowej imprezie zadebiutował, startując na halowych mistrzostwach Europy w Liévin i w konkurencji chodu na 5000 m zajmując 5. miejsce. Wziął udział w rozgrywanych w Indianapolis halowych mistrzostwach świata, tam zdobył złoty medal czempionatu w chodu na 5000 m – dodatkowo osiągniętym rezultatem czasowym 18:27,79 ustanowił nowy rekord świata w tejże konkurencji.
Wystartował na igrzyskach olimpijskich w Seulu, tam wziął udział w konkursie chodu na 20 km, który ukończył na 6. miejscu z czasem 1:20:47.
Rok po przyzwoitym występie olimpijskim, zdobył złoty medal halowych mistrzostw Europy w chodzie na 5000 m, niedługo później obronił tytuł halowego mistrza świata w tej samej konkurencji (podczas tych mistrzostw ponownie poprawił rekord świata, dzięki czasowi 18:27,10). W 1991 roku zdobył srebrny medal mistrzostw świata w chodzie na 20 km, jak również po raz pierwszy w karierze zwyciężył w pucharze świata w chodzie sportowym.
Na igrzyskach olimpijskich w Barcelonie, podobnie jak w czasie igrzysk w Seulu, nie udało się chodziarzowi zdobyć medalu. W olimpijskim konkursie chodu na 20 km zajął 12. miejsce z rezultatem czasowym 1:27:17.
W 1993 roku czwarty raz z rzędu sięgnął po złoty medal halowych mistrzostw świata, też w konkurencji chodu na 5000 m. Rok później po raz pierwszy w karierze zdobył rozgrywanych na stadionie mistrzostw Europy, wtedy udało mu się zdobyć złoty medal w konkurencji chodu na 20 km. W ramach igrzysk olimpijskich w Atlancie wziął udział w konkursach chodu na 20 oraz 50 km – na krótszym dystansie zajął 7. miejsce z czasem 1:21:09, na dłuższym dystansie zaś mimo słabszego początku sięgnął po srebrny medal olimpijski, przegrywając walkę o złoto z Robertem Korzeniowskim o 16 sekund. W 1997 roku wywalczył drugi w karierze medal mistrzostw świata, rok później zaś po raz ostatni w karierze wystąpił w zawodach międzynarodowych, nie kończąc konkursu chodu na 20 km, który odbył się w czasie mistrzostw Europy w Budapeszcie.

## Osiągnięcia
| Rok     | Zawody                            | Miasto                    | Miejsce | Konkurencja      | Wynik      |
| ------- | --------------------------------- | ------------------------- | ------- | ---------------- | ---------- |
| 1985    | Mistrzostwa Europy juniorów       | Chociebuż                 | złoto   | chód na 10 000 m | 42:00,63   |
| 1986    | Mistrzostwa świata juniorów       | Ateny                     | złoto   | chód na 10 000 m | 40:38,01   |
| 1987    | Halowe mistrzostwa Europy         | Liévin                    | 5.      | chód na 5000 m   | 19:18,31   |
| 1987    | Halowe mistrzostwa świata         | Indianapolis              | złoto   | chód na 5000 m   | 18:27,79   |
| 1988    | Halowe mistrzostwa Europy         | Budapeszt                 | DSQ     | chód na 5000 m   | N/A        |
| 1988    | Igrzyska olimpijskie              | Seul                      | 6.      | chód na 20 km    | 1:20:47    |
| 1989    | Halowe mistrzostwa Europy         | Haga                      | złoto   | chód na 5000 m   | 18:35,60   |
| 1989    | Halowe mistrzostwa świata         | Budapeszt                 | złoto   | chód na 5000 m   | 18:27,10   |
| 1989    | Puchar świata w chodzie sportowym | L’Hospitalet de Llobregat | srebro  | chód na 20 km    | 1:20:34    |
| 1990    | Halowe mistrzostwa Europy         | Glasgow                   | złoto   | chód na 5000 m   | 19:00,62   |
| 1990    | Igrzyska dobrej woli              | Seattle                   | srebro  | chód na 20 000 m | 1:23:22,34 |
| 1990    | Mistrzostwa Europy                | Split                     | DNF     | chód na 20 km    | N/A        |
| 1991    | Halowe mistrzostwa świata         | Sewilla                   | złoto   | chód na 5000 m   | 18:23,55   |
| 1991    | Puchar świata w chodzie sportowym | San Jose                  | złoto   | chód na 20 km    | 1:20:43    |
| 1991    | Mistrzostwa świata                | Tokio                     | srebro  | chód na 20 km    | 1:19:46    |
| 1992    | Igrzyska olimpijskie              | Barcelona                 | 12.     | chód na 20 km    | 1:27:17    |
| 1993    | Halowe mistrzostwa świata         | Toronto                   | złoto   | chód na 5000 m   | 18:32,10   |
| 1993    | Mistrzostwa świata                | Stuttgart                 | DSQ     | chód na 20 km    | N/A        |
| 1994    | Halowe mistrzostwa Europy         | Paryż                     | złoto   | chód na 5000 m   | 18:34,32   |
| 1994    | Mistrzostwa Europy                | Helsinki                  | złoto   | chód na 20 km    | 1:18:45    |
| 1995    | Puchar świata w chodzie sportowym | Pekin                     | srebro  | chód na 20 km    | 1:19:58    |
| 1995    | Mistrzostwa świata                | Göteborg                  | 6.      | chód na 20 km    | 1:22:16    |
| 1996    | Igrzyska olimpijskie              | Atlanta                   | 7.      | chód na 20 km    | 1:21:09    |
| 1996    | Igrzyska olimpijskie              | Atlanta                   | srebro  | chód na 50 km    | 3:43:46    |
| 1997    | Puchar świata w chodzie sportowym | Podiebrady                | 9.      | chód na 20 km    | 1:19:45    |
| 1997    | Mistrzostwa świata                | Ateny                     | srebro  | chód na 20 km    | 1:21:53    |
| 1998    | Mistrzostwa Europy                | Budapeszt                 | DNF     | chód na 20 km    | N/A        |
| Źródło: |                                   |                           |         |                  |            |

## Rekordy życiowe
- chód na 20 km – 1:18:37 (14 maja 1995, Eisenhüttenstadt)
- chód na 50 km – 3:43:46 (2 sierpnia 1996, Atlanta)
- chód na 5000 m – 18:07,06 (14 lutego 1995, Moskwa) – rekord ustanowiony na hali, jest to oficjalny i obowiązujący do dziś halowy rekord świata w tej konkurencji[7]
- chód na 10 000 m – 39:27,59 (19 czerwca 1988, Portsmouth)

Źródło: 
W latach 1988–1989 był rekordzistą świata w chodzie na 20 km, z czasem wynoszącym 1:19:08.